# マドンナはお前だけ
「マドンナはお前だけ」（マドンナはおまえだけ）は、1985年4月1日に発売されたラッツ&スターの7枚目（シャネルズ時代から通算すると16枚目）のシングル。

## 解説
歌謡色の濃い楽曲。シャネルズ時代の「涙のスウィート・チェリー」以来、久々に湯川れい子が作詞を手掛けたシングル。

## 収録曲
両曲編曲：鈴木雅之・村松邦男
1. マドンナはお前だけ
  - 作詞：湯川れい子　作曲：和泉常寛
  - アルバム『RATS ENTERTAINMENT SING!SING!SING!』収録。
2. 渚のドラマチック
  - 作詞：田代マサシ　作曲：鈴木雅之
  - アルバム未収録。